# Богданов, Михаил Николаевич
Михаи́л Никола́евич Богда́нов (1878—1919) — деятель бурятского национально-освободительного движения начала XX века, учёный-историк, политик.

## Биография
Михаил Богданов родился в 1878 году в улусе Укыр Идинского ведомства (ныне Боханский район) Иркутской губернии. Закончив иркутскую гимназию, поступил в Казанский Учительский институт. Затем слушал лекции в Томском, Санкт-Петербургском, Берлинском и Цюрихском университетах. За время учёбы Богданов овладел английским, немецким, французским и другими языками.
Получив таким образом солидную академическую подготовку, Богданов занялся научной деятельностью. Сферой его научных интересов были история, экономика, этнография, право, землепользование бурят, хакасов, калмыков и других народов России. Он положил начало такой научной дисциплины, как историческое бурятоведение. За время занятия наукой он написал более 50 научных трудов. Многие из них до сих представляют интерес для историков и этнографов.
В переломный исторический момент Российской империи, в 1917 году, Михаил Богданов стоял у истоков бурятской государственности. Его проект национального самоопределения бурятского народа был утверждён на Первом общенациональном съезде бурят-монголов 23-26 апреля 1917 года в Чите.
Основными идеями проекта были:
- создание национальных автономий бурят Иркутской губернии и Забайкальской области, которые объединяются в одну автономию.
- автономия будет состоять из сомонов, которые, в свою очередь, входят в хошуны, которые образуют аймаки.
- верховным органом бурятской национальной автономии будет являться бурятская национальная Дума «Буряад улсын сугалган».

В качестве шага в осуществлении проекта, Богданов разработал промежуточный статут. Данный статут был одобрен и принят на Общебурятском съезде в октябре 1917 года. По статуту вводились временные органы управления делами бурят-монголов. Высшей властью становился Общебурятский съезд. В промежутке между съездами власть осуществлял Национальный совет. Исполнительным органом национально-государственной власти становился Центральный национальный комитет (Бурнацком). Аналогично строилось и местное управление в аймаках, хошунах и сомонах. В Забайкальской области были созданы крупные аймаки — Агинский, Баргузинский, Хоринский и Селенгинский, в Иркутской губернии — Ангарский, Эхирит-Булагатский и Тункинский.
Михаил Богданов стал председателем Бурнацкома в марте 1918 года. Однако на практике осуществить все свои идеи по строительству бурятской государственности он не успел: в России вспыхнула Гражданская война, территория Забайкальской области и Иркутской губернии была занята войсками Колчака и белочехов. Богданов вынужден был уйти в подполье. В конце 1919 года Михаил Богданов был расстрелян по приказу белоказачьего атамана Григория Семёнова.

## Семья
- Отец — Николай Богданович Мархаев, заседатель Идинской степной думы, родовой староста[4]
- Мать — Сэсэг[4]
  - Сестра — Ольга, вышла замуж за купца 1-й гильдии Ефима Трубачеева, у них дочь Елизавета и сын Демьян[4]
  - Брат — Родион, женился на Екатерине, урождённой ?. В семье было 10 детей[4].
  - Брат — Кирилл (1876—1937), народный учитель, жена — Екатерина, русская по национальности, у них трое сыновей: Андрей, Михаил и Николай[4].
  - Сестра — Раиса, вышла замуж за Илью Ундановича Уланова, в их семье 8 детей — Донара, Мария, Алексей, Евгения, Анна, Клавдия, Михаил, Андрей[4].
  - Сестра — Пелагея вышла замуж за Николая Филиппова, у них две дочери — Нина и Агния[4].
  - Сестра — Мария, в июле 1913 вышла замуж за Романа Владимировича Вампилова, брата политика Б. В. Вампилова и двоюродного деда драматурга А. В. Вампилова[5]. У них сын архитектор А. Р. Вампилов (Аюша[4]).
- Жена — Елизавета Николаевна, урождённая ?, жила в Красноярске, дочь железнодорожника, активиста железнодорожного рабочего движения, слушательница фельдшерских курсов[4], позднее фельдшер.
  - Сын — Николай, назван в честь Н. М. Ядринцева[4].
  - Дочь — Ольга[4]

## Сочинения
- Богданов М. Н. Очерки истории бурят-монгольского народа. — Верхнеудинск: Бурят-Монгольское изд-во, 1926. — 229 с.